# 상주시·문경시
상주시·문경시는 대한민국의 국회의원 선거구이다. 경상북도 상주시와 문경시를 관할한다. 현직 국회의원은 국민의힘의 임이자이다.

## 역사
대한민국 제21대 국회의원 선거을 앞두고 이루어진 선거구 개편에 따라 기존의 상주시·군위군·의성군·청송군 선거구에서 상주시가 분리되고, 영주시·문경시·예천군 선거구에서 문경시가 분리되어 하나의 선거구를 이루게 됨에 따라 신설되었다.

## 관할 구역
| 대수  | 관할 구역               |
| ----- | ----------------------- |
| 21대~ | 상주시 일원 문경시 일원 |

## 역대 국회의원
| 선거   | 정당 | 정당       | 의원   |
| ------ | ---- | ---------- | ------ |
| 2020년 |      | 미래통합당 | 임이자 |
| 2024년 |      | 국민의힘   | 임이자 |

## 역대 선거 결과

### 대한민국 제21대 국회의원 선거
|  | 64.80% |

|  | 18.07% |

|  | 15.94% |

|  | 1.18% |

### 대한민국 제22대 국회의원 선거
|  | 77.64% |

|  | 18.83% |

|  | 3.51% |